# (6033) 1984 SQ4
(6033) 1984 SQ4 es un asteroide perteneciente al cinturón de asteroides, región del sistema solar que se encuentra entre las órbitas de Marte y Júpiter, más concretamente a la familia de Úrsula, descubierto el 24 de septiembre de 1984 por Henri Debehogne desde el Observatorio de La Silla, Chile.

## Designación y nombre
Designado provisionalmente como 1984 SQ4. 

## Características orbitales
1984 SQ4 está situado a una distancia media del Sol de 3,180 ua, pudiendo alejarse hasta 3,553 ua y acercarse hasta 2,806 ua. Su excentricidad es 0,117 y la inclinación orbital 16,32 grados. Emplea 2071,34 días en completar una órbita alrededor del Sol.

## Características físicas
La magnitud absoluta de 1984 SQ4 es 12,5. Tiene 15,914 km de diámetro y su albedo se estima en 0,084. 